# Censo chileno de 1854
El III Censo Nacional de Población de Chile, fue realizado en el mes de abril de 1854. En este levantamiento quedó por primera vez identificadas las provincias de Valparaíso, Maule, Atacama y Ñuble, completando la caracterización del territorio nacional con las nueve existentes. A esto se suman las colonias de Magallanes y Llanquihue, esta última, destinada por el gobierno de Manuel Bulnes para ser lugar de residencia de los inmigrantes alemanes.
La cantidad de habitantes, registrados en este censo, varía según diferentes publicaciones. Claramente, la disonancia entre números corresponde más bien a lo rudimentario del método de recopilación de la información y a la falta de criterio común entre los comisionados y empadronadores repartidos por el territorio, junto con las dificultades ya expuestas. Esta situación volverá a manifestarse en cada instancia de censo.
Los empadronamientos de 1843 y 1854 marcan la transición hacia lo que los especialistas han denominado “período estadístico de la recolección de datos”, caracterizado por la verificación simultánea del censo en la totalidad del territorio, la uniformidad en los cuestionarios, los métodos de levantamiento y presentación de los resultados y la existencia de una sola institución encargada responsablemente de efectuar la operación, asegurando que los propósitos del censo sean similares y no se vean interferidos por intereses distintos.
La Oficina de Estadística, con escasos recursos humanos y técnicos, suplía esta dificultad con arrojo: Manuel Talavera y, posteriormente, Santiago Lindsay, en el rol de Director, comenzaron las labores con mucha anticipación. Por otro lado, el gobierno central preparaba las condiciones que ayudarían a lograr el éxito tan anhelado en la tarea propuesta, para contrarrestar el fracaso del censo anterior. Es así, como se diseñó un formulario que incluía las categorías básicas para la caracterización del pueblo chileno y que, al mismo tiempo, salvaguardara legalmente las dificultades ya conocidas. Ya en julio de 1853, se levantan las bases del empadronamiento.

## Resultados generales
| Población total | 1 439 120 | 100  |
| Total Hombres   | 716 356   | 49,7 |
| Total Mujeres   | 729 675   | 50,3 |

| Alfabetos           | 194 707   | 13,5 |
| Hombres Alfabetos   | 123 929   | 17,3 |
| Mujeres Alfabetas   | 70 778    | 9,7  |
| Analfabetos         | 1 244 413 | 86,5 |
| Hombres Analfabetos | 592 427   | 82,7 |
| Mujeres Analfabetas | 658 897   | 90,3 |